# Slovenski jezik/Slovene Linguistic Studies
Slovenski jezik/Slovene Linguistic Studies je časopis za jezikoslovje, ki ga izdajata Inštitut za slovenski jezik Frana Ramovša pri ZRC SAZU in Hall Center for the Humanities pri Univerzi Kansasa od leta 1997.  
Revijo sta leta 1997 soustanovila Marko Snoj (ISJFR ZRC SAZU) in Marc L. Greenberg (Univerza Kansas). Namesto Univerze v Kansasu je leta 2011 soizdajateljica postala Univerza Brigham Young iz Utaha. 